# Абдул-Кадір Кане
Абдул-Кадір Кане (араб. عبد القادر; бл. 1727 — 26 квітня 1806) — 1-й альмамі імамату Фута-Торо в 1776—1806 роках. Заклав основи держави та її могутності.

## Життєпис
Походив зі стану торобе (духівництва). Його дідусь Ламін здійснив хадж до Мекки. Син Хамаді Торобе Кана. Народився у 1727 або 1728 році в імперії Фута-Торо. Замолоду навчався у батька, за цим навчався в Кайорі в Моктара Ндумбе Діоапа в м. Кокі. По поверненню на батьківщину стає каді.
Потім став послідовником проповідника Сулеймана Баала. 1769 році після оголошення тим джихаду проти Суле Буубу, сатігі Фута-Торо. Про перебіг бойових дій обмаль відомостей. Їм на допомогу прийшов Мухаммад ульд Мухтар, емір Бракни, що був зацікавлений в ослабленні імперії Фута-Торо.
1776 року після повалення династія Деніанке Сулейман баал оголосив про утворення імамату, проте через хворобу передав владу Абдул-Кадіру, що прийняв титул альмамі, тобто імама. Багато сприяв встановленню міцної влади алмьамі та посиленню впливу торобе, проводив розумну податкову політику, сприяв ремеслам і торгівлі, що швидко відновило господарства після тривалої війни. Також скасував рабство серед мусульман в своїй державі, внаслідок чого невдовзі мав конфлікт з французькими торгівцями з Сен-Луї, що скуповували рабів уздовж річки Сенегал. Водночас підтримував работоргівлю немусульманами. 31 березня 17685 року уклав з французами угоду щодо умов торгівлі річкою Сенегал та сплати мит за крам і рабів.
Невдовзі почав війни проти сусідів. Спочатку в союзі з емірмо Бракни виступив проти емірату Трарза. 1786 року у битві біля Тауані завдав поразки Алі Курі ульд Амару, еміру Трарзи, який загинув. Новий емір Мухаммад ульд Аль-Мухтар визнав зверхність Фута-Торо, зобов'язавшись сплачувати данину кіньми та виробами ремесел. Втім спроби підпорядкувати емірат Тагант не були вдалими.
1790 року підбурив до повстання мусульман провінції Ндіамбур в державі Кайор проти тамтешнього дамеля (володаря). 1791 року французькі торгівці залишили свою факторію у м. Подор. У 1794 році виступив проти держави Кайор, але у битві біля Бунгхойє зазнав нищівної поразки й потрапив у полон. Звільнився лише через 3 місяці. По поверненні зіткнувся з повстанням на чолі із представниками раніше поваленої династія Деніанке. 1797 року здійснив похід проти Сега Гайє, альмамі держави Бунду (на південь від Фута-Торо), якого було переможено й страчено.
4 лютого 1802 року уклав торгівельний договір із Францією. Того ж року здійснив походи проти повсталих держав Бунду і Хассо. 1804 року підписав додаткову угоду з французами Сен-Луї щодо мит. Але того ж року через напад французів на тукулерів наказав нападати на французькі судна, що рухалися річкою Сенегал. На початку 1806 року відновив мирні відносини із Францією.
26 квітня 1806 року (за іншими відомостями 4 квітня 1807) Абул-Кадіра Кане було вбито в м. Гурікі внаслідок змови представниками вищої ради, з числа вождів (джаггорде). Новим алмьмамі було обрано Мухтара ібн Сіре.